# Trépied (militantisme)

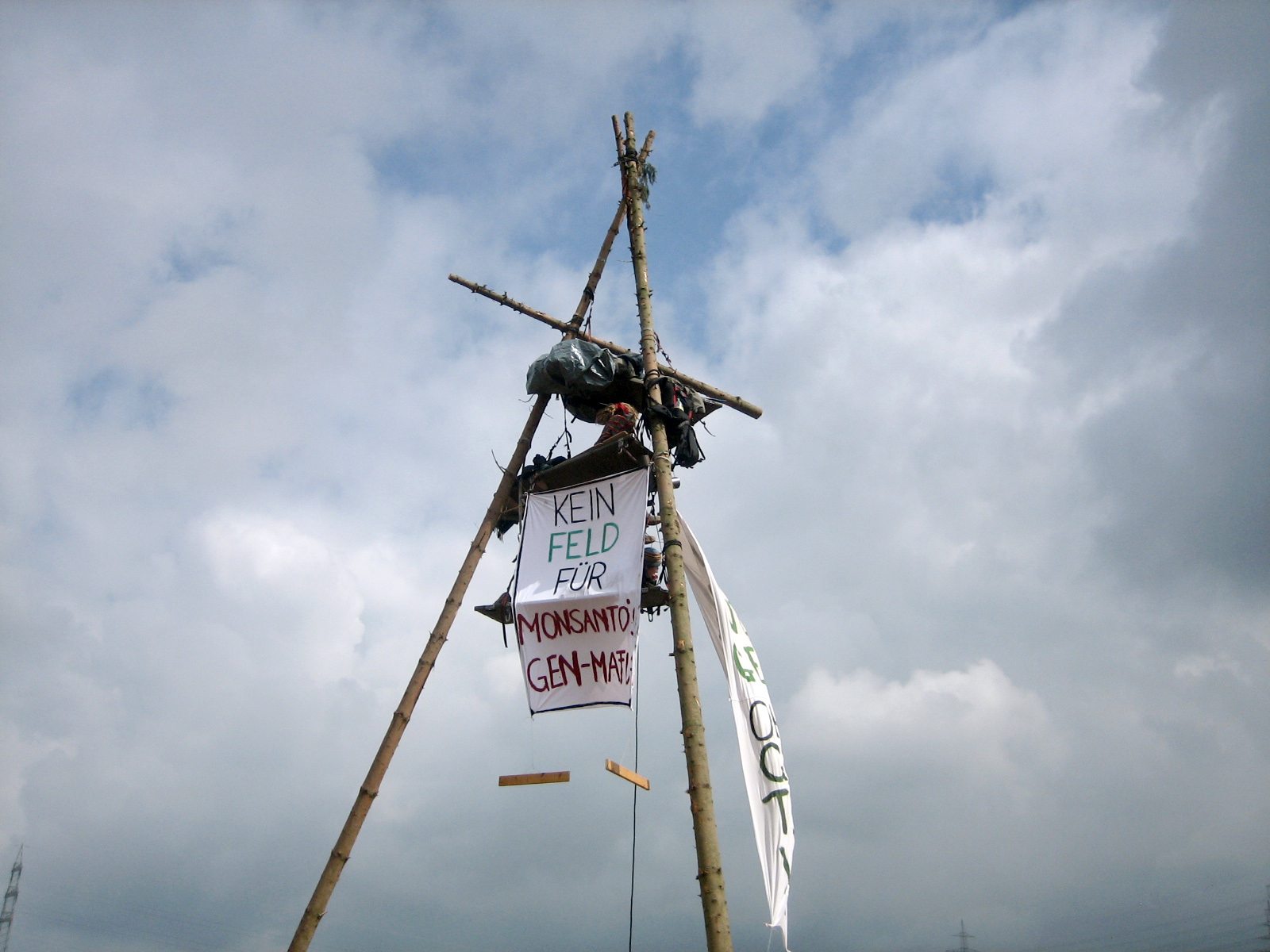
Un trépied à Oberboihingen en Allemagne dans le cadre d'une action anti-OGM.

Un trépied, parfois appelé par anglicisme tripode, est une technique d'occupation et de blocage.

## Fonctionnement
Cette technique consiste en l'érection de trois grandes perches (des troncs d'arbre, le plus souvent) attachée entre elles à leur sommet et permettant à un ou plusieurs militants de s'y suspendre. Une plate-forme est parfois construite entre les trois perches pour permettre une occupation plus longue et moins fatigante. Le but de la manœuvre est de rendre le ou les militants difficilement délogeables sans mettre leur vie en danger. Le trépied a la même fonction qu'un arbre lors d'un tree sitting.
Une technique plus complexe consiste à construire plusieurs trépieds, reliés entre eux par une perche horizontale sur laquelle se tient le militant, ce qui le rend encore plus difficile à déloger.
C'est une technique de désobéissance civile souvent utilisée dans le mouvement écologique pour empêcher des grands travaux inutiles ou entraver la circulation. Les trépieds ont été notamment utilisés au Royaume-Uni dans le mouvement Reclaim the Streets durant les années 1990 ou en Allemagne pour bloquer les transports de déchets radioactif castor pendant les années 2000.